# Le Vitrail diabolique
Le Vitrail diabolique va ser un curtmetratge mut de comèdia francès del 1910 dirigit per Georges Méliès. Va ser numerat 1548–1556 per als catàlegs de la Star Film Company de Méliès,, però finalment va ser produït i distribuït per Pathé Frères, que ho va anunciar com amb el subtítol magie vénitienne.
La filla de Méliès, Georgette Méliès, es creu que va ser una de les dues operadores de càmera d'aquesta i les altres cinc pel·lícules de Méliès fetes el 1911-1912. la resta es suposa perduda.

## Obres citades
- Malthête, Jacques; Mannoni, Laurent. L'oeuvre de Georges Méliès.  París: Éditions de La Martinière, 2008. ISBN 9782732437323.
- Malthête, Jacques. «Georgette Méliès». A: Women Film Pioneers Project.  Center for Digital Research and Scholarship, Columbia University Libraries, 2016.